# Федоскино (Митищинський міський округ)
Федо́скино (рос. Федоскино) — село у складі Митищинського міського округу Московської області, Росія.
В минулому існував також присілок Верх-Федоскино, який був включений до складу села Федоскино. 2015 року до складу села також був приєднаний присілок Данилково.

## Населення
Населення — 219 осіб (2010; 83 у 2002).
Національний склад (станом на 2002 рік):
- росіяни — 99 %